# MU-JO/愛しすぎる女/残心/赤い街
「MU-JO / 愛しすぎる女 / 残心 / 赤い街」（むじょう / あいしすぎるおんな / ざんしん/ あかいまち）は、2013年10月23日に発売された八代亜紀の105枚目のシングルである。

## 概要
本作はクアトロA面シングルになっており、それぞれロック（MU-JO）、ジャズ（愛しすぎる女）、演歌（残心）、ポップス（赤い街）と多様なジャンルを多彩な作家が手がけている。

## 楽曲解説
「赤い街」の作詞者、さくらももこは本曲の歌詞を書き上げる際、自身が大好きだというヨーロッパの古い街並みからその街道をイメージしており、捨てたい恋を抱える女性を主人公に置いている。

## 収録曲
1. MU-JO（4：37）[3]
  - 作詞：伊藤薫／作曲：M.Friedman／編曲：若草恵
2. 愛しすぎる女（4：46）[3]
  - 作詞：吉元由美／作編曲：クリヤ・マコト
3. 残心（4：09）[3]
  - 作詞：渡辺淳一／作曲：浜圭介／編曲：竜崎孝路
4. 赤い街（5：15）
  - 作詞：さくらももこ／作曲：松雪陽／編曲：小林信吾
5. MU-JO（アコースティック・バラード）（ボーナス・トラック）（4：37）[3]
6. MU-JO（オリジナル・カラオケ）（4：36）[3]
7. 愛しすぎる女（オリジナル・カラオケ）（4：46）[3]
8. 残心（オリジナル・カラオケ）（4：09）[3]
9. 赤い街（オリジナル・カラオケ）（5：11）[3]